# Récepteur 5-HT3
Pour un article plus général, voir Récepteur sérotoninergique.

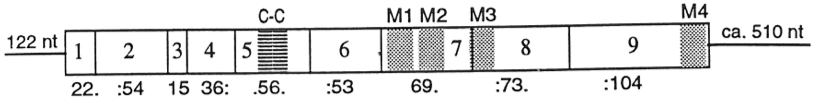
Structure CDNA de la protéine du récepteur 5HT3 de la souris

Le récepteur 5-HT3 est un récepteur ionotrope activé par la sérotonine qui appartient à la famille de récepteur cys-loop, comme le récepteur GABAA, le récepteur à l'acétylcholine et le récepteur à la glycine.
Il est retrouvé dans la région du cerveau nommée CTZ (Chimioreceptive Trigger Zone), dans le plancher du 4e ventricule, qui déclenche le réflexe nauséeux. Le canal est spécifiquement inhibé par l'ondansétron qui est un anti émétique utilisé pour éviter l'état nauséeux associé à la thérapie anticancéreuse.